# The Crimson Idol
The Crimson Idol är ett konceptalbum av W.A.S.P., utgivet den 27 juni 1992 på etiketten Parlophone. Det är gruppens femte studioalbum och släpptes på CD, LP och kassettband.
Albumet handlar om pojken Jonathan Aaron Steel. Historien skildrar pojkens svåra uppväxt från oälskad, obetydlig pojke till stor rockstjäna. Albumet visar också baksidorna med att vara rockstjärna och historien slutar med att Jonathan hänger sig på scen framför sin publik med sina gitarrsträngar i sista låten: "with these six-strings I make a noose, to take my life it's time to choose".

## Låtlista
Alla låtar är skrivna och komponerade av Blackie Lawless. 
| Nr           | Titel                                        | Längd |
| ------------ | -------------------------------------------- | ----- |
| 1.           | The Titanic Overture                         | 3:31  |
| 2.           | The Invisible Boy                            | 5:12  |
| 3.           | Arena of Pleasure                            | 4:59  |
| 4.           | Chainsaw Charlie (Murders in the New Morgue) | 7:48  |
| 5.           | The Gypsy Meets the Boy                      | 4:15  |
| 6.           | Doctor Rockter                               | 3:51  |
| 7.           | I Am One                                     | 5:25  |
| 8.           | The Idol                                     | 8:40  |
| 9.           | Hold On to My Heart                          | 4:22  |
| 10.          | The Great Misconceptions of Me               | 9:44  |
| Total längd: | Total längd:                                 | 57:47 |

## Musiker
W.A.S.P.
- Blackie Lawless – sång, kompgitarr, keyboard, basgitarr
- Bob Kulick – sologitarr
- Frankie Banali – trummor

Övriga
- Doug Aldrich – sologitarr (på "Arena of Pleasure"; ej krediterad)
- Stet Howland – trummor